# Шеенков, Михаил Петрович
Михаил Петрович Шеенков (25 ноября 1926 года, Егидерево, Свияжский кантон, Татарская АССР, РСФСР, СССР — 6 июля 2001 года, Новоуральск, Свердловская область, Россия) — Герой Социалистического Труда (1970), аппаратчик Уральского электрохимического комбината Министерства среднего машиностроения СССР Свердловской области, «Почётный гражданин города Свердловск-44».

## Биография
Родился 25 ноября 1926 года в селе Егидерево Татарской АССР (ныне — Верхнеуслонский район Татарстана) в крестьянской семье. Вскоре семья переехала в деревню Татарская сосна, где окончил сельскую школу.
Свою трудовую деятельность начал разнорабочим, затем лудильщиком 7-го разряда, шахтёром в Пермской области в 1943—1945 годах. В 1945—1947 годах проходил срочную службу в Советской Армии. После демобилизации учился в школе ФЗО в городе Кизил Пермской области в 1947—1948 годах.
В 1948 году по путёвке был направлен на комбинат № 813 Первого главного управления при Совете Министров СССР в город Свердловск-44, работал аппаратчиком 7 разряда по обслуживанию технологического оборудования цехов непрерывного производства в цехе 24 УЭХК. Там же окончил школу рабочей молодежи. В 1983 году вышел на пенсию.
Был депутатом городского Совета, членом горисполкома.
Скончался 6 июля 2001 года. Похоронен на Новом кладбище посёлка Верх-Нейвинского.

## Награды
За свои достижения был награждён:
- знаком «Отличник соцсоревнования»;
- знаком «Ударник коммунистического труда»;
- 23.12.1970 — звание Герой Социалистического Труда с вручением золотой медали Серп и Молот и ордена Ленина;
- 1973 — звание «Победитель социалистического соревнования»;
- звание «Ветеран атомной энергетики и промышленности»;
- 1982 — звание «Почётный гражданин города Свердловск-44» «за большой вклад в становление и развитие города».